# The Dark Order
Il Dark Order è una stable di wrestling attiva nella All Elite Wrestling a partire dal 2019, composta da Alex Reynolds, Evil Uno e John Silver.

## Storia
Il gruppo ha debuttato con Evil Uno e Stu Grayson come primi membri nel maggio 2019, durante il pay-per-view inaugurale Double or Nothing.

Nel marzo 2020, Mr. Brodie Lee ha fatto il suo debutto in AEW dove si è rivelato il leader della stable. Diversi wrestler sono stati aggiunti al gruppo durante questo periodo e Mr. Brodie Lee avrebbe infine vinto il TNT Championship nell'agosto 2020 sconfiggendo Cody Rhodes. Tuttavia, quando è morto quattro mesi dopo, l'AEW ha ospitato la Brodie Lee Celebration of Life ; questo ha visto il gruppo trasformarsi in personaggi eroici e nominare il figlio di otto anni di Lee il loro nuovo leader onorario.

## Membri

### Attuali
| Wrestler      | Ingresso         |
| ------------- | ---------------- |
| Evil Uno      | 25 maggio 2019   |
| Alex Reynolds | 18 dicembre 2019 |
| John Silver   | 18 dicembre 2019 |

### Passati
| Wrestler      | Ingresso       | Uscita           |
| ------------- | -------------- | ---------------- |
| Stu Grayson   | 25 maggio 2019 | 3 maggio 2022    |
| Brodie Lee    | 18 marzo 2020  | 26 dicembre 2020 |
| Preston Vance | 22 aprile 2020 | 25 novembre 2022 |
| Alan Angels   | 5 giugno 2020  | 29 giugno 2022   |
| Colt Cabana   | 24 giugno 2020 | 15 marzo 2022    |
| Anna Jay      | 29 luglio 2020 | 20 luglio 2022   |